# De barbaar
De barbaar is het 27ste stripalbum uit de Thorgal-reeks en behoort samen met "Het koninkrijk onder het zand", "Kriss van Valnor" en "Het offer" tot de cyclus "De barbaar". Het werd voor het eerst uitgegeven bij Le Lombard in 2002. Het album is getekend door Grzegorz Rosiński met scenario van Jean Van Hamme.

## Het verhaal
Thorgal wordt met zijn gezin en twee overgebleven woestijnbewoners (zie: Het Koninkrijk onder het zand) gevonden door slavenhandelaars. De twee mannen worden als barbaren verkocht aan de organisator van het overgangsfeest van de 18-jarige van een provincie. Dit houdt in dat de 18-jarigen op hen en andere ouderen en zwakken mogen jagen, om te leren twijfelloos doden. Door de slimheid van Thorgal worden ze niet gedood en worden ze vrij verklaard. Om terug zich terug te herenigen met zijn gezin moet Thorgal iets verzinnen. Hij denkt hen vrij te kunnen kopen met de talenten van Jolan en Wolvin, want zij zijn namelijk verkocht samen met Aaricia en de andere jonge vrouw aan het provinciehuis. 
De hereniging vind plaats, en Thorgal krijgt werk aan het provinciehuis als boogschutterleerkracht. Enkele weken later vindt er een wedstrijd (olympische spelen achtig) plaats, en de gouverneur wil deze winnen. Als boogschutters stuur hij zijn zoon en Thorgal, en om te zorgen dat Thorgal tot het uiterste gaat, geeft hij Thorgals gezin mee als geschenken voor het hof, dus als hij hen terug wil zien, moet hij winnen, want als winnaar mag je aan het hof gaan werken. 
De zoon van de Gouverneur laat Thorgal op het einde van de spelen vergiftigen, om alleen naar het hof te mogen, maar wordt gedood door de vrouw van de 2 woestijnbewoners, omdat ze door hem mishandeld werd. Ze pleegt dan zelfmoord omdat een heel legertje achter haar aan zit, en haar partner eerder om kwam bij een poging haar te verlossen van de mishandeling. 

Aaricia en haar kinderen zitten ondertussen op de boot naar het paleis van de koning, en Thorgal blijft voor dood achter op het eiland van de spelen. 